# Улица Ленина (Санкт-Петербург)
У́лица Ле́нина — улица в Петроградском районе Санкт-Петербурга. Проходит от Сытнинской улицы до Газовой улицы и Левашовского проспекта. Известна доходными домами в стилях модерна и эклектики.

## История
Существующее название было присвоено Широкой улице, проходившей от Большого до Левашовского проспекта, в 1923 году. В 1956 году в состав улицы Ленина была включена улица Я. Калинина, проходившая от Сытнинской улицы до Большого проспекта, которая до 1923 года называлась Матвеевской улицей по названию церкви апостола Матфия и Покрова Пресвятой Богородицы. До включения в состав улицы Ленина нумерация домов на этом участке велась в противоположную сторону (от Большого проспекта к Сытнинской улице). В 1947—2001 годах по улице осуществлялось трамвайное движение.

## Дома по улице Ленина
- Дом № 1 — доходный дом Сажина. Построен в 1909 году по проекту архитектора И. А. Претро.
- Дом № 3 / Кронверкская ул., 10 — ранее здесь находилось здание бань Шорохова («Белозерские бани»), построенное в 1882 году по проекту П. Ю. Сюзора. В начале XXI века здание полностью перестроено под бизнес-центр «Сенатор» с сохранением внешних очертаний фасада.
- Дом № 5 — здание Петроградской АТС, являлось первой АТС в городе. Здание построено по проекту архитектора Георгия Гуревича-Гурьева в 1933 году. Включено в реестр объектов культурного наследия.

- Дом № 6 / Пушкарский переулок — жилой дом «Цезарь», 2005 год, подражание архитектуре модерна, арх. А. В. Дюндин.

Между домами 5 и 7 расположен Матвеевский сад.
- Дом № 7 / Большая Пушкарская улица, дом 44 — образец архитектуры эпохи застоя (1966). В этом доме с 1966 по 2001 год жил драматург А. М. Володин. По ходатайству художественного руководителя театра «Остров» режиссёра Александра Болонина и писателя Ильи Штемлера 10 февраля 2004 года на доме была установлена мемориальная доска (скульптор Григорий Ястребенецкий, архитектор Татьяна Милорадович)[1].

Так же в этом доме находился известный детский сад ВТО, ныне помещение магазина «Полушка».
- Дом № 8 — доходный дом лесопромышленников Ф. Я. и Н. Я. Колобовых 1910 года постройки. Здание строили два архитектора: С. Г. Гингер и М. И. фон Вилькен. Состоит из четырёх пятиэтажных корпусов, соединённых крытыми галереями. Кроме улицы Ленина, выходит также фасадом на Пушкарский переулок и брандмауэром Малую Пушкарскую улицу (в июле 2009 года этот брандмауэр получил художественное оформление в виде росписи по штукатурке). На улицу Ленина выходит курдонёр. Дом украшен атлантами и кариатидами.
- Дом № 9 / Большой проспект П. С., 51 — доходный дом. Построен в 1899 году по проекту П. И. Гилёва.
- Дом № 14 / Большая Пушкарская улица, 33 построен в советское время на месте бывшей часовни.
- Дом № 16 — доходный дом Налимова. Построен в 1914 году по проекту архитектора Густава фон Голи. Квартира владельца дома находилась на третьем этаже, и до 1996 года в ней проживала племянница Налимова — Мария Михайловна Налимова, заслуженный архитектор-реставратор, инспектор ГИОПа. Также в этом доме в кв. 32 в июне — июле 1917 года жил И. В. Сталин[2]. Также в этом доме жил известный историк-медиевист Иван Гревс[3].
- Дом № 18 / Большой проспект П. С., 49. Крупное здание в стиле модерн — доходный дом П. Т. Бадаева. Построен по проекту П. Ю. Сюзора в 1903 году. Здание украшено несколькими эркерами с шатровыми башнями, самая крупная из которых, угловая, в 1970-х утрачена при пожаре[4]. Стиль эклектика. Включено в реестр объектов культурного наследия.
- Дом № 19 — «Дом Рыбина». Здание построено в 1909—1910 годах по проекту архитектора Павла Светлицкого для купца второй гильдии Федора Рыбина. В начале XX века в доме действовала собственная котельная (в доме сохранились печи и камины). До 1917 года в доме жили народоволец Николай Русанов, архитектор Павел Всеволожский, художник Иван Шультце, советский дипломат Лев Карахан. Включён в реестр объектов культурного наследия[5].
- Дом № 22 — доходный дом, построенный в 1899 году архитектором А. А. Бертельсом.

- Дом № 25 — доходный дом купца Макария Стрелина; построен в 1902 году, архитектор — Д. А. Крыжановский.
- Дом № 28 — доходный дом Казакова 1904 года постройки. Архитектор — Д. А. Крыжановский.

- Дом № 30 / Малый проспект Петроградской стороны, 57 / Лахтинская ул., 11 — доходный дом архитектора В. А. Косякова, построен по его проекту в 1902 году.

- Дом № 32 — здание в стиле модерн, доходный дом И. Ф. Алюшинского. Здание построено А. Л. Лишневским при участии П. П. Светлицкого в 1907—1908 годах. Дом украшен скульптурами химер, кошек и белых медведей[6].
- Дом № 33 — доходный дом Волькенштейн по проекту С. И. Минаша (1910).
- Дом № 34 — дом писателей. В нём жили Анна Ахматова, Николай Браун, Вадим Шефнер, Александр Бартэн, Ариф Сапаров, Елена Тагер, Фёдор Абрамов и другие знаменитые литераторы[7].
- Дом № 37, противоположным фасадом выходящий на Полозову ул., 26 — собственный доходный дом архитектора Г. М. Курдюмова, 1902 г.[8]
- Дом № 41 / Полозова улица, 28 — собственный доходный дом архитектора А. Л. Лишневского 1913 года постройки по его же проекту. В доме жили художники Исаак Бродский и Борис Григорьев, писатель Евгений Замятин. Включен в реестр объектов культурного наследия[9].
- Дом № 48 — дом постройки 1956 г. Состоит из строения литера А (фасад на ул. Ленина и Старо-Ленинский сквер) и строения литера Б (фасад на Чкаловский пр. и Старо-Ленинский сквер).

- Дом № 52 / Газовая ул., 9 — доходный дом А. М. Эрлиха, построенный по его же проекту в 1913 году. В доме располагается музей-квартира Елизаровых (Анны Ильиничны Ульяновой-Елизаровой, сестры Ленина, и её мужа М. Т. Елизарова). Здесь с 4 апреля по 5 июля 1917 года жил В. И. Ленин с Н. К. Крупской. В 1924 году жители дома прикрепили на фасаде табличку с напоминанием о том, что тут жил Ленин, а в одном из помещений оборудовали Ленинский зал. Мемориальный музей Ленина, один из первых в стране, открылся в кв. 24 в ноябре 1927 года при активном участии Н. К. Крупской, А. И. Ульяновой-Елизаровой и М. И. Ульяновой[10]. В 1971—1985 гг. в кв. 43 (мансарда) находилась мастерская художницы Т. Н. Глебовой, где она проводила «квартирные» выставки.